# اوتاوالو
اوتاوالو (به اسپانیایی: Otavalo) یک منطقهٔ مسکونی در اکوادور است که در کانتون اتابالو واقع شده‌است. اوتاوالو ۳۹٬۳۵۴ نفر جمعیت دارد و ۲٬۵۳۲ متر بالاتر از سطح دریا واقع شده‌است.

## نگارخانه

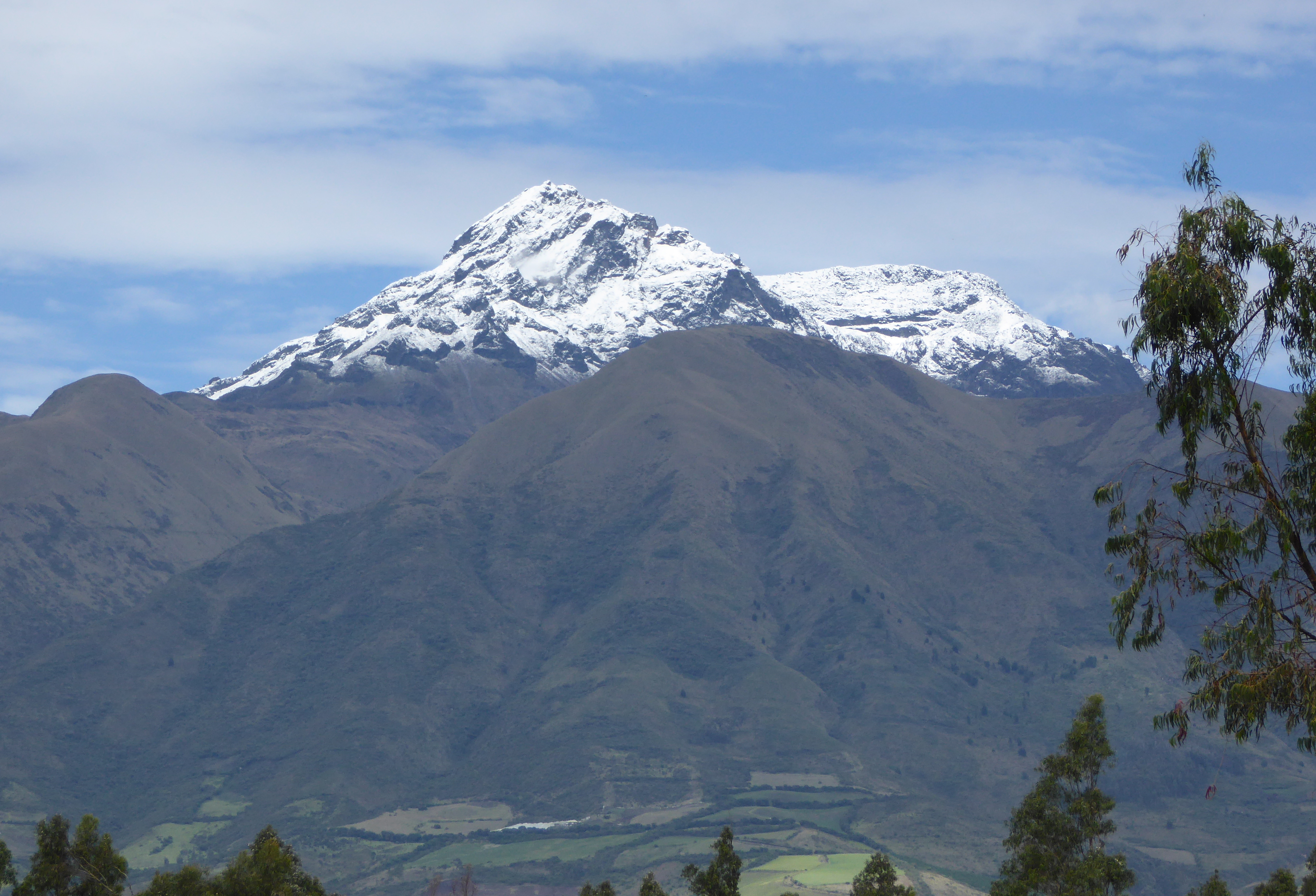
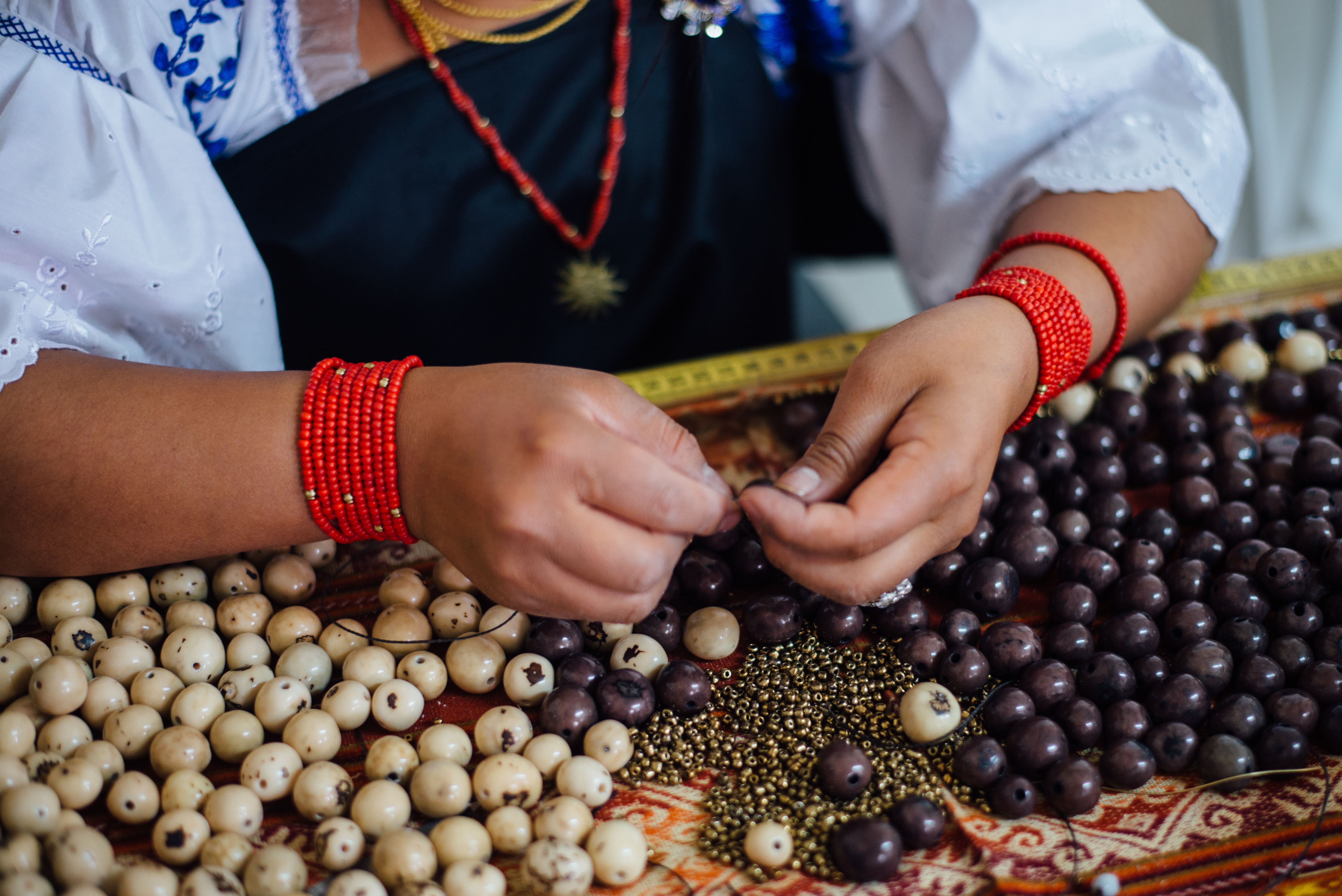
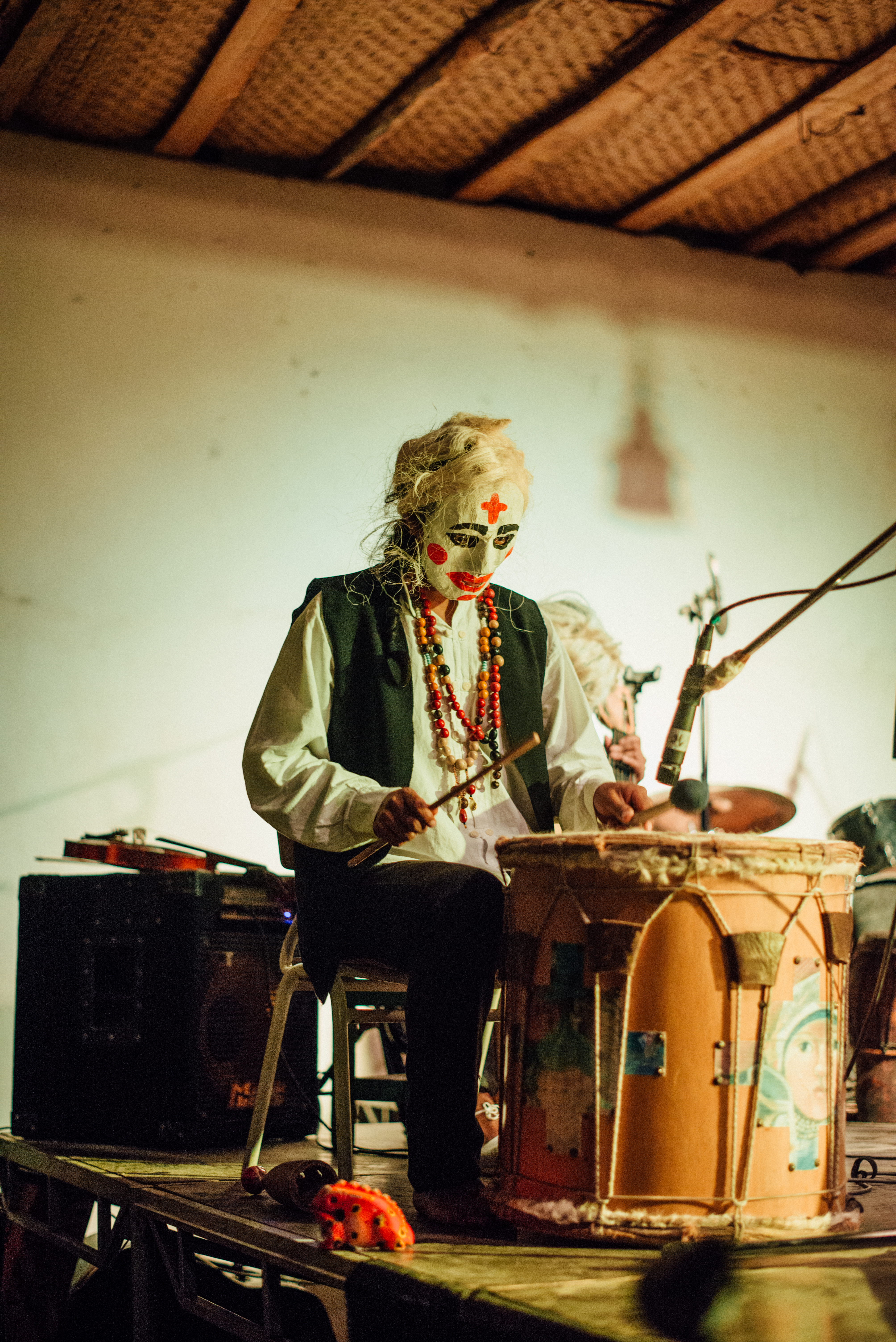
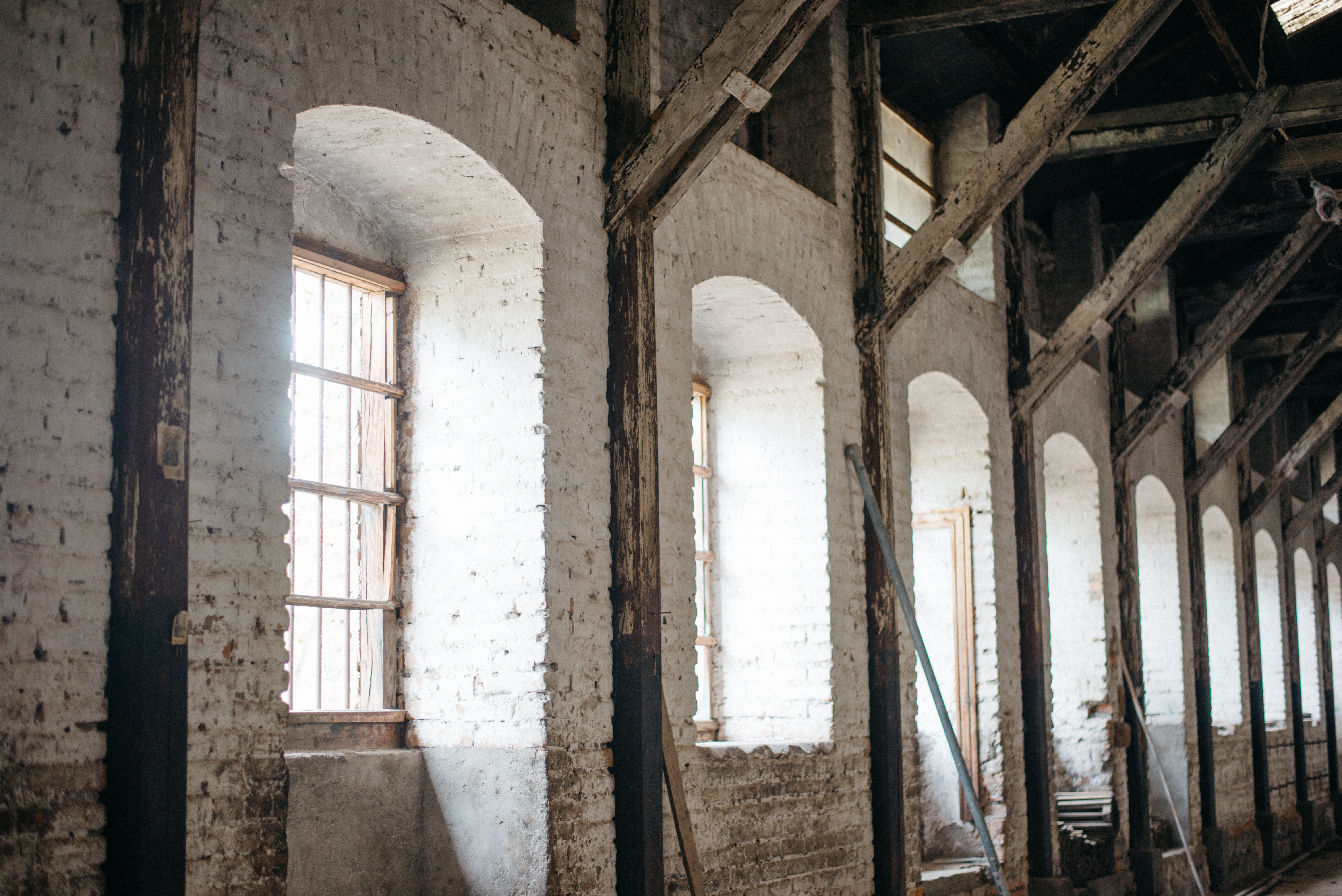